# Suore missionarie benedettine
Le Suore Missionarie Benedettine (in polacco Zgromadzenie Sióstr Benedyktynek Misjonarek) sono un istituto religioso femminile di diritto pontificio.

## Storia
La congregazione fu fondata da Jadwiga Kulesza con l'aiuto di Jadwiga Aleksandrowicz, con la quale nel 1917 aprì un orfanotrofio a Biała Cerkiew; Adolf Szelążek, vescovo di Łuck, emanò il decreto di erezione dell'istituto il 31 dicembre 1928.
Alla morte della fondatrice (1935) la congregazione contava due case a Biała Cerkiew e a Kowel, ma con lo scoppio della seconda guerra mondiale la popolazione polacca migrò più a occidente e la casa madre fu trasferita da Łuck a Kwidzyn.

## Attività e diffusione
Lo scopo dell'istituto è missionario ed educativo.
Oltre che in Polonia, le suore sono presenti in Brasile, in Ecuador, negli Stati Uniti d'America e in Ucraina; la sede generalizia è a Otwock.
Alla fine del 2008 la congregazione contava 296 religiose in 40 case.